# Grafkelder van Caestert
De Grafkelder van Caestert of Graftombe van Caestert is een private grafkelder in een gangenstelsel en Limburgse mergelgroeve in de Belgische gemeente Wezet. De groeve ligt in het beschermde gebied van Thier de Caster in het zuidelijk deel van de Sint-Pietersberg in het Plateau van Caestert in de steile oosthelling van het plateau ten noordwesten van Klein-Ternaaien en ten zuidoosten van Kanne.
De groeve ligt ten noorden van het Kasteel Caestert. Binnen tien meter ten zuiden van de ingang ligt een andere groeve: de Kasteelgroeve. Naar het noorden ligt de Caestertgroeve en ten zuiden van het kasteel ligt de Groeve Ternaaien-Boven. Bovenop de rand van het plateau stond vroeger de Kapel van Caestert.
In het gebied van de Limburgse mergelgroeven zijn deze grafkelder en de Grafkelder Loisel de enige plekken waar er mensen in een mergelgroeve begraven zijn geweest. De (Protestantse) aanleggers van deze grafkelders waren ook aan elkaar gerelateerd.

## Geschiedenis
Onduidelijk is wanneer de groeve door blokbrekers werd aangelegd en wanneer ze precies als grafkelder werd ingericht. De grafkelder werd in ieder geval gebruikt in 1908 toen Jacobus Wijnants hier werd begraven. Verder is het niet precies duidelijk of er nog anderen gelegen hebben en zo ja wie dat dan waren. Ook is er een legende die vertelt dat er in de grafkelder een dubbele zelfmoord zou hebben plaatsgevonden.
Op 12 mei 1798 werd het landgoed Caestert, nadat het Franse regiem dit als onderdeel van kerkelijke en adellijke goederen had geconfisqueerd, verkocht aan de welgestelde weduwe Maria Helena Barbara Veugen-Lousberg die woonachtig was in Maastricht. De weduwe verkreeg het landgoed voor ongeveer 20% van de reële waarde door de koopsom voor een groot deel te voldoen in laag courserende bons van de openbare staatsschuld. De Franse staat werd in deze verkoop vertegenwoordigd door de zoon van de weduwe, Eustache Servais Veugen, die toen als Réceveur Géneral voor de overheid in Maastricht werkzaam was. De weduwe ging in het kasteel wonen samen met drie van haar ongehuwde kinderen, waaronder de dochter Lieske (verkorte vorm van Maria Elisabeth). Lieske zou volgens een legende met een dubbele zelfmoord zijn gestorven in de grafkelder. Echter, toen het kasteel in 1821 werd verkocht, verhuisde ze naar Maastricht, waar ze volgens haar sterfakte op 11 juli 1846 op 84-jarige leeftijd op vredige wijze zou zijn gestorven. Mogelijk is er een verwarring opgetraden met een andere Lieske, namelijk met haar jongere nichtje.
De broer van Maria Elisabeth was Eustache Servais Veugen, maar hij heeft zelf nooit op Kasteel Caestert gewoond. In 1805 trouwde hij met Jacoba Cornelia Nahuys die afkomstig was uit Meerzorgt (bij Amsterdam). Toen Jacoba 33 was, stierf zij in het Sint Servaasklooster in Maastricht en haar lichaam werd overgebracht naar Caestert en daar in de grafkelder begraven. Haar graf was linksonder en werd voorzien van een blauw-arduinen grafsteen die als sluitsteen de grafnis afsloot. Kort voor het begin van de Eerste Wereldoorlog werd haar graf geschonden.
In 1811 trok de bevriende Parijzenaar Kapitein Gérome Guillaume Cousin bij Eustache in. Hij werd toen een goede huisvriend van de familie en kwam later in het Kasteel Caestert te wonen. De bibliotheek van het kasteel was toen rijk gevuld met werken van Voltaire, Montesquieu, Jean-Jacques Rousseau en anderen, waarmee het kasteel een plek van verlichting zou zijn geweest. Naast de familieleden en Cousin, woonden ook andere mensen met intellectuele belangstelling in het kasteel, waaronder ook de Ternaaiense gemeenteraadsleden Grimont en Cuvelier. Van hen zijn er in de gangenstelsels van Caestert verschillende opschriften bekend en de familie Veugen was ook betrokken bij de mergelwinning in de groeves. Cousin stierf volgens het overlijdensregister op 8 juli 1820 in een van de gangenstelsels van Caestert, maar het is niet bekend welk stelsel dit was. Zijn testament had hij twee dagen voor zijn dood laten opmaken, wat er waarschijnlijk op wijst dat hij zijn dood zag aankomen. Onduidelijk is of Cousin onderdeel is van de legende van de zelfmoord in de grafkelder.
Volgens de mondelinge overlevering zou nog een van de nissen in de grafkelder gebruikt zijn geweest. In de nis rechtsonder zou dan mogelijk Marie Sophie Agnes Veugen hebben gelegen, de tweede zus van Eustache Veugen.
Tijdens de Tweede Wereldoorlog zijn de graven geruimd. De grafsteen van Jacoba Cornelia Nahuys kwam in de jaren 1980 terecht in het Maison de la Montagne Saint-Pierre in Ternaaien.

## Groeve
De groeve heeft een H-vormig plattegrond. Als men binnenkomt is er een gang naar links die bij een ijskelder uitkomt, een gang naar rechts en een gang rechtdoor. Aan het einde van deze gang rechtdoor is er rechts een aardstorting en naar links een gemetseld poortje. Door het poortje is er rechts een aardstorting en rechtdoor komt men verderop uit bij de eigenlijke grafkelder. In dit gedeelte zijn er zes grafnissen aangelegd.

## Grafstenen
In de grafkamer bevond zich vroeger een blauw-arduinen grafsteen die als sluitsteen diende van de grafnis, met hierop de tekst (en vertaling):
| Jacoba Cornelia Nahuys épouse Veugen Receveur Général Décédée le XVIII Décembre MDCCCIX âgée de XXXIII ans La vie ne commence qu'au delà du tombeau |  | Jacoba Cornelia Nahuys echtgenote Veugen Receveur Generaal overleden op 18 december 1809 33 jaar oud Het leven begint eerst aan gene zijde van het graf |

In de nabijgelegen Kasteelgroeve is er een opmerkelijke steen gevonden die mogelijk ooit een grafsteen is geweest. Echter de dikte van deze steen zou er op wijzen dat die niet gepast heeft in de uitsparingen van de grafnissen. Op deze steen staan de namen Henri Veugen en Sophie LeClercq, met bij Sophie de leeftijd vermeld van 60 jaar oud.